# Arataye
L'Arataye est une rivière de Guyane qui prend sa source dans le Massif central guyanais. C'est l'affluent principal gauche de l'Approuague.

## Géographie
De 123,5 km de longueur, cette rivière permet l'accès à la réserve naturelle des Nouragues.

### Communes traversées
Dans le seul département de la Guyane, la crique Arataï traverse la seule commune de Régina, dans l'arrondissement de Cayenne.

### Bassin versant
La crique Arataï traverse quatre zones hydrographiques.

## Hydrologie
Son régime hydrologique est dit pluvial équatorial.